# Phloeopsis olivescens
Phloeopsis olivescens là một loài bọ cánh cứng trong họ Cerambycidae.